# 2183 Neufang
2183 Neufang è un asteroide della fascia principale del diametro medio di circa 30,7 km. Scoperto nel 1959, presenta un'orbita caratterizzata da un semiasse maggiore pari a 2,9919127 au e da un'eccentricità di 0,3772030, inclinata di 18,11239° rispetto all'eclittica.
L'asteroide è dedicato all'omonima frazione della città tedesca di Sonneberg.